# Mycedium

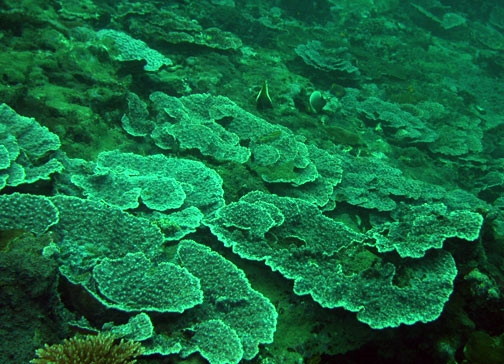
Colonias de Mycedium elephantotus en el Parque nacional de Samoa Americana

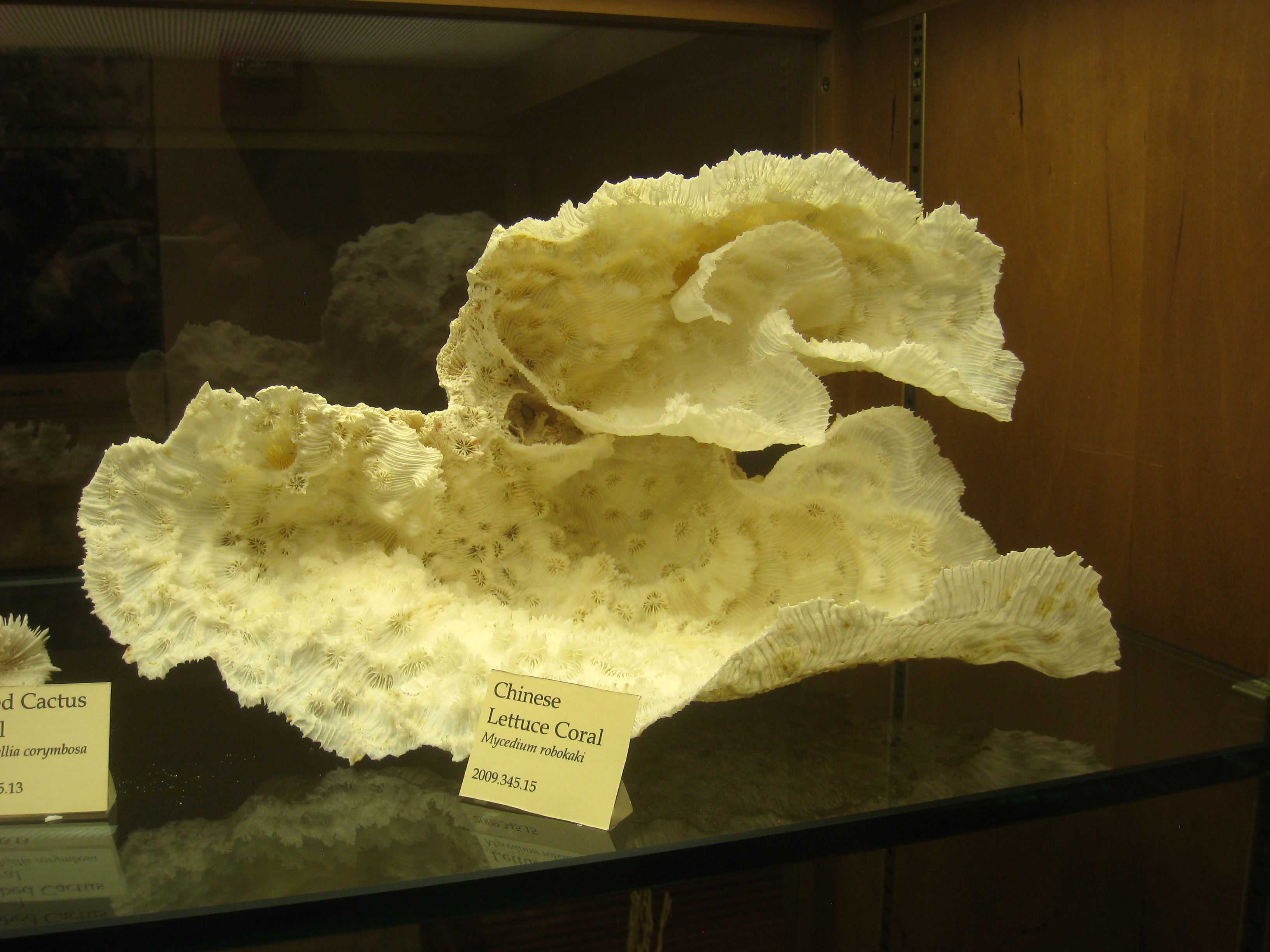
Mycedium robokaki. Corallum en el Museo de Ciencia de Boston, EE. UU.

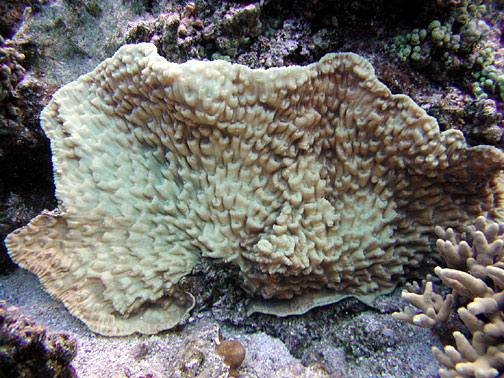
Colonia de Mycedium elephantotus, Samoa Americana

Mycedium es un género de corales que pertenece a la familia Merulinidae, dentro del grupo de los corales duros, orden Scleractinia. 
Son corales hermatípicos, constructores de arrecifes en aguas tropicales del océano Indo-Pacífico, desde la costa este africana hasta las islas del Pacífico central. 

## Taxonomía
La organización taxonómica de las especies, géneros, familias y órdenes de la clase Anthozoa, viene siendo, desde el siglo XIX, materia apasionante para los científicos. Dados los avances científicos, que posibilitan, tanto la exploración y recolección de especies, como los análisis filogenéticos moleculares, o las imágenes proporcionadas por el microscopio electrónico de barrido, asistimos a una permanente reclasificación de los clados taxonómicos. Debido a ello, el género Mycedium ha estado enmarcado hasta hace muy poco tiempo en la familia Pectiniidae, siendo reclasificado por el Registro Mundial de Especies Marinas, sobre la base de recientes estudios, que lo asignan a la familia Merulinidae. No obstante, tanto el Sistema Integrado de Información Taxonómica (ITIS), como la Lista Roja de Especies Amenazadas de la UICN, mantienen, hasta el momento, a Mycedium en Pectiniidae.

## Especies
El Registro Mundial de Especies Marinas reconoce las siguientes especies en el género, siendo valoradas por la Lista Roja de Especies Amenazadas de la UICN:
- Mycedium elephantotus (Pallas, 1766).   Estado: Preocupación menor
- Mycedium mancaoi Nemenzo, 1979.  Estado: Preocupación menor
- Mycedium robokaki Moll & Best, 1984.  Estado: Preocupación menor
- Mycedium spina Ditlev, 2003.  Estado: Datos deficientes
- Mycedium steeni Veron, 2000.  Estado: Vulnerable A4c
- Mycedium tuediae (Dana, 1846). No evaluada
- Mycedium umbra Veron, 2000.  Estado: Preocupación menor

## Morfología
Los corales Mycedium forman colonias incrustantes, o laminares, o de frondes unifaciales, dispuestos en niveles, que pueden tener los márgenes ondulados.
Los coralitos son polimórficos y orgánicamente unidos. Sus cálices son medianos, entre 4 y 15 mm de diámetro. Los coralitos hijos se forman por división intracalicular. Los septos (24-36) se disponen en tres ciclos. La altura de los dientes de los septos es entre 0.3 y 0.6. Tienen columnela trabecular y esponjosa, y lóbulos paliformes.
Los pólipos se extienden sólo durante la noche, y tienen un círculo simple de tentáculos, salvo la especie M. elephantotus, que no dispone de ellos y los sustituye por un mucus que segrega sobre la superficie de la colonia para atrapar presas del plancton.
La gama de colores abarca el marrón claro, amarillento, verde, rosáceo, púrpura o gris. Con frecuencia, los discos orales tiene coloración contrastante con la del resto del tejido de los pólipos, pudiendo ser rojos, blancos o verdes.

## Hábitat y distribución
Viven en arrecifes localizados en los mares tropicales, en zonas cercanas a las costas. Ocurren en la mayoría de hábitats de los arrecifes, excepto en aguas con fuertes corrientes. Suelen ocurrir entre 10 y 40 m de profundidad, aunque se reportan localizaciones entre 2 y 368 m, y en un rango de temperatura de 22.16 y 28.95 °C.
Se distribuyen ampliamente en el océano Indo-Pacífico, desde las costas orientales de África, incluyendo el mar Rojo y el golfo de Adén, hasta las islas de Polinesia del Pacífico central, incluyendo todo el Indo-Pacífico tropical, hasta las costas de Australia al sur, y Filipinas y Japón al norte. 

## Alimentación
Contienen algas simbióticas; mutualistas (ambos organismos se benefician de la relación) llamadas zooxantelas. Las algas realizan la fotosíntesis produciendo oxígeno y azúcares, que son aprovechados por los pólipos, y se alimentan de los catabolitos del coral (especialmente fósforo y nitrógeno). Esto les proporciona entre el 70 y el 95% de sus necesidades alimenticias. El resto lo obtienen atrapando plancton y materia orgánica disuelta en el agua.

## Reproducción
Se reproducen asexualmente mediante gemación, y sexualmente, lanzando al exterior sus células sexuales. En este tipo de reproducción, la mayoría de los corales liberan óvulos y espermatozoides al agua, siendo por tanto la fecundación externa.  Los huevos una vez en el exterior, permanecen a la deriva arrastrados por las corrientes varios días, más tarde se forma una larva plánula que, tras deambular por la columna de agua, cae al fondo, se adhiere a él y comienza su vida sésil, secretando carbonato cálcico para conformar un esqueleto o coralito. Posteriormente, los pólipos se reproducen por gemación intracalicular, dando origen a la colonia.